# Nyctemera battakorum
Nyctemera battakorum là một loài bướm đêm thuộc phân họ Arctiinae, họ Erebidae.